# L. Rogers Lytton
L. Rogers Lytton (9 de abril de 1867 – 9 de agosto de 1924) foi um ator estadunidense da era do cinema mudo. Ele apareceu em mais de 90 filmes entre 1912 e 1924.
Lytton nasceu em Nova Orleães, Louisiana e faleceu em Nova Iorque, Nova Iorque.

## Filmografia selecionada
- The Battle Cry of Peace (1915)
- The Scarlet Runner (1916)
- The Forbidden City (1918)
- The Third Degree (1919)
- Silver Wings (1922)
- Zaza (1923)
- A Sainted Devil (1924)